# Margherita Panziera
Margherita Panziera (* 12. August 1995 in Montebelluna) ist eine italienische Schwimmerin, die bei Weltmeisterschaften auf der 25-Meter-Bahn eine Bronzemedaille gewann. Bis 2023 erhielt sie bei Schwimmeuropameisterschaften vier Goldmedaillen, zwei Silbermedaillen und drei Bronzemedaillen auf der 50 Meter-Bahn sowie je einmal Gold, Silber und Bronze auf der 25-Meter-Bahn. Bei Mittelmeerspielen erschwamm sie fünf Goldmedaillen und je eine Silber- und Bronzemedaille.

## Karriere
Die 1,80 Meter große Margherita Panziera schwamm für Circolo Canottieri Aniene aus Rom und für die Aqua Centurions aus Rom. Bevor sie Profischwimmerin wurde, gehörte sie der Sportgruppe der Polizia di Stato an, der Fiamme Oro. Sie gewann über dreißig italienische Meistertitel im Rückenschwimmen und mit Staffeln.

### Von 2013 bis 2016
Bei den Mittelmeerspielen 2013 in Mersin siegte über 100 Meter Rücken ihre Landsfrau Elena Gemo vor der Griechin Theodora Drakou und Panziera, die 0,11 Sekunden nach der Griechin anschlug. Über 200 Meter Rücken gelang Ambra Esposito und Panziera ein italienischer Doppelsieg. In der siegreichen Lagenstaffel war Panziera im Vorlauf dabei, im Finale schwamm Elena Gemo.
2015 bei den Weltmeisterschaften in Kasan verfehlte Panziera als Zehnte im Halbfinale über 200 Meter Rücken den Endlauf um eine halbe Sekunde. Ende des Jahres bei den Kurzbahneuropameisterschaften in Netanja erreichte sie das Finale über 200 Meter Rücken und wurde Siebte.
Im Mai 2016 bei den Europameisterschaften in London war Panziera die Neuntschnellste im Halbfinale
über 200 Meter Rücken und verpasste die Finalteilnahme um eine Zehntelsekunde. Im August bei den Olympischen Spielen in Rio de Janeiro schwamm Panziera im Vorlauf über 200 Meter Rücken die 17. Zeit und lag eine Viertelsekunde über der Zeit, die für die Halbfinalteilnahme erforderlich gewesen wäre.

### Von 2017 bis 2019
Bei den Weltmeisterschaften 2017 in Budapest schied Panziera erneut im Halbfinale über 200 Meter Rücken aus. Die italienische 4-mal-100-Meter-Lagenstaffel mit Margherita Panziera, Arianna Castiglioni, Ilaria Bianchi und Federica Pellegrini belegte den achten Platz. Ebenfalls Achte wurde die 4-mal-100-Meter-Mixed-Lagenstaffel, hier war Panziera im Vorlauf eingesetzt worden. Drei Wochen später wurde Panziera Fünfte über 200 Meter Rücken bei der Universiade in Taipeh. Im Dezember fanden in Kopenhagen die Kurzbahneuropameisterschaften 2017 statt. Über 200 Meter Rücken siegte die Ungarin Katinka Hosszú vor der Ukrainerin Daryna Sewina und Panziera, die über zwei Sekunden vor der Vierten anschlug.
Bei den Mittelmeerspielen in Tarragona im Juni 2018 siegte Panziera über 100 Meter Rücken mit einer Viertelsekunde Vorsprung vor ihrer Landsfrau Silvia Scalia. Über 200 Meter Rücken gewann Panziera mit 3,67 Sekunden Vorsprung. Zwei weitere Goldmedaillen gewann Panziera in den Staffelwettbewerben. Die 4-mal-200-Meter-Freistilstaffel siegte mit Panziera, Linda Caponi, Stefania Pirozzi und Laura Letrari, in der 4-mal-100-Meter-Lagenstaffel schwammen Panziera, Arianna Castiglioni, Elena Di Liddo und Erika Ferraioli. Im August bei den Europameisterschaften in Glasgow belegten Filippo Megli, Alessio Proietti Colonna, Federica Pellegrini und Margherita Panziera den fünften Platz in der 4-mal-200-Meter-Mixed-Freistilstaffel. Die 4-mal-100-Meter-Mixed-Lagenstaffel schwamm im Vorlauf mit Matteo Restivo, Arianna Castiglioni, Elena Di Liddo und Luca Dotto. Im Finale wurden Margherita Panziera, Fabio Scozzoli, Elena Di Liddo und Alessandro Miressi Dritte. Alle sieben Beteiligten erhielten eine Bronzemedaille. Bei ihren Einzelstarts wurde Panziera Fünfte über 100 Meter Rücken. Sie schlug eine Zehntelsekunde nach ihrer drittplatzierten Landsfrau Carlotta Zofkova an, die dann auch in der Frauen-Lagenstaffel anschwamm. Über 200 Meter Rücken gewann Panziera den Titel mit fast einer Sekunde Vorsprung vor der Russin Darja Ustinowa. Ende des Jahres bei den Kurzbahnweltmeisterschaften in Hangzhou wurde Panziera Achte mit der 4-mal-50-Meter-Lagenstaffel und Sechste mit der 4-mal-200-Meter-Freistilstaffel. Über 200 Meter Rücken wurde sie Fünfte. Die 4-mal-100-Meter-Lagenstaffel mit Panziera, Martina Carraro, Elena Di Liddo und Federica Pellegrini gewann die Bronzemedaille hinter der US-Staffel und den Chinesinnen.
2019 bei den Weltmeisterschaften in Gwangju siegte über 200 Meter Rücken Regan Smith aus den Vereinigten Staaten mit zweieinhalb Sekunden Vorsprung vor der Australierin Kaylee McKeown. 0,36 Sekunden hinter McKeown wurde die Kanadierin Kylie Masse Dritte mit fünf Hundertstelsekunden Vorsprung vor Panziera, die ihrerseits fast eine Sekunde Vorsprung vor der Kanadierin Taylor Ruck auf dem fünften Rang hatte. Ebenfalls Vierte wurde die 4-mal-100-Meter-Lagenstaffel mit Margherita Panziera, Martina Carraro, Elena Di Liddo und Federica Pellegrini, die allerdings fast drei Sekunden Rückstand auf die Medaillengewinnerinnen hatte. Bei den Kurzbahneuropameisterschaften 2019 in Glasgow gewann Panziera den Titel über 200 Meter Rücken mit 0,8 Sekunden Vorsprung vor Daryna Sewina. Über 100 Meter Rücken wurde Panziera Sechste und über 200 Meter Freistil Achte.
2020 ruhte der Wettkampfbetrieb weitgehend, die internationalen Meisterschaften wurden wegen der COVID-19-Pandemie verschoben.

### 2021 bis 2024
Im Mai 2021 fanden die Europameisterschaften in Budapest statt. Die 4-mal-100-Meter-Freistilstaffel mit Silvia Di Pietro, Margherita Panziera, Federica Pellegrini und Costanza Cocconcelli belegte den sechsten Platz, hatte aber über drei Sekunden Rückstand auf die Medaillenränge. Über 100 Meter Rücken siegte die Britin Kathleen Dawson mit einer halben Sekunde Vorsprung vor Panziera. Über 200 Meter Rücken gewann Panziera mit anderthalb Sekunden Vorsprung vor der Britin Cassie Wild. Die 4-mal-100-Meter-Lagenstaffel schwamm mit Silvia Scalia, Martina Carraro, Elena Di Liddo und Silvia Di Pietro die viertbeste Vorlaufzeit. Im Endlauf waren Margherita Panziera, Arianna Castiglioni, Elena Di Liddo und Federica Pellegrini fast vier Sekunden schneller als die Vorlaufstaffel und gewannen die Bronzemedaille. Die 4-mal-200-Meter-Mixed-Freistilstaffel erreichte das Finale mit Stefania Pirozzi, Stefano Di Cola, Filippo Megli und Sara Gailli. Im Finale siegten die Briten vor Stefano Ballo, Stefano Di Cola, Federica Pellegrini und Margherita Panziera. In der 4-mal-100-Meter-Mixed-Lagenstaffel siegte das britische Quartett vor dem aus den Niederlanden, dahinter schlugen Margherita Panziera, Nicolò Martinenghi, Elena Di Liddo und Alessandro Miressi als Dritte an. Im Vorlauf waren Simone Sabbiani und Silvia Di Pietro mitgeschwommen.
Bei den Olympischen Spielen in Tokio fehlten Panziera über 100 Meter Rücken als Elfter des Halbfinales 0,46 Sekunden für den Finaleinzug. Über 200 Meter Rücken schlug sie als Neunte der Halbfinalläufe 0,78 Sekunden hinter der Achten an und war damit beste Europäerin. Die 4-mal-100-Meter-Lagenstaffel mit Panziera, Carraro, Di Liddo und Pellegrini belegte den sechsten Platz. Die Kurzbahneuropameisterschaften 2021 in Kasan wurden im November ausgetragen. Über 200 Meter Rücken siegte die Niederländerin Kira Toussaint mit 0,79 Sekunden Vorsprung vor Panziera. Über 100 Meter Rücken schlug Panziera als Siebte an. Anderthalb Monate später bei den Kurzbahnweltmeisterschaften in Abu Dhabi wurde Panziera Fünfte über 200 Meter Rücken und war damit beste Europäerin.
Im Juni 2022 bei den Weltmeisterschaften in Budapest schied Panziera über 100 Meter Rücken im Halbfinale aus. Über 200 Meter Rücken war sie einmal mehr beste Europäerin und schlug als Vierte mit 0,31 Sekunden Rückstand auf die drittplatzierte Rhyan White aus den Vereinigten Staaten an. Die 4-mal-100-Meter-Lagenstaffel mit Margherita Panziera, Benedetta Pilato, Elena Di Liddo und Silvia Di Pietro wurde Siebte. Im August 2022 war Rom Austragungsort der Europameisterschaften. Über 200 Meter Rücken gewann Panziera ihren dritten Titel in Folge, diesmal hatte sie über zwei Sekunden Vorsprung auf die zweitplatzierte Britin Katie Shanahan. Sehr viel knapper verlief das Rennen über 100 Meter Rücken. Panziera siegte mit 0,06 Sekunden vor der Britin Medi Harris, die 0,07 Sekunden vor Kira Toussaint anschlug. Schließlich belegten Margherita Panziera, Benedetta Pilato, Ilaria Bianchi und Silvia Di Pietro den vierten Platz in der 4-mal-100-Meter-Lagenstaffel, 0,22 Sekunden hinter der Staffel aus den Niederlanden auf dem Bronzerang. Ende 2022 bei den Kurzbahnweltmeisterschaften in Melbourne belegte Panziera als beste Europäerin den fünften Platz über 200 Meter Rücken.
Bei den Weltmeisterschaften 2023 in Fukuoka trat Panziera auf allen drei Rückendistanzen an. Über 50 Meter Rücken schied sie im Vorlauf aus, über 100 und 200 Meter Rücken jeweils im Halbfinale. Die 4-mal-100-Meter-Lagenstaffel verfehlte ebenfalls das Finale. Viereinhalb Monate später bei den Kurzbahneuropameisterschaften in Otopeni wurde sie Vierte über 200 Meter Rücken und hatte 0,45 Sekunden Rückstand auf die Medaillenränge. Über 100 Meter Rücken wurde sie Achte. Bei den Olympischen Spielen 2024 in Paris schied Panziera über 200 Meter Rücken im Vorlauf aus.